# Don Quichotte
El ingenioso hidalgo don Quixote de la Mancha
Pour les articles homonymes, voir Don Quichotte (homonymie) et Don.
 (mai 2024).
Si vous disposez d'ouvrages ou d'articles de référence ou si vous connaissez des sites web de qualité traitant du thème abordé ici, merci de compléter l'article en donnant les références utiles à sa vérifiabilité et en les liant à la section « Notes et références ».
L’Ingénieux Hidalgo Don Quichotte de la Manche ou L'Ingénieux Noble Don Quichotte de la Manche (titre original en espagnol El ingenioso hidalgo don Quixote de la Mancha ; en espagnol moderne : El ingenioso hidalgo don Quijote de la Mancha), généralement simplement abrégé en Don Quichotte, est un roman écrit par Miguel de Cervantes et publié à Madrid en deux parties, la première en 1605 puis la seconde en 1615.
À la fois roman médiéval — un roman de chevalerie — et roman de l'époque moderne alors naissante, le livre est une parodie des mœurs médiévales et de l'idéal chevaleresque, ainsi qu'une critique des structures sociales d'une société espagnole rigide et vécue comme absurde. Don Quichotte est un jalon important de l'histoire littéraire et les interprétations qu'on en donne sont multiples : pur comique, satire sociale, analyse politique. Roman épique tant par son influence que par sa longueur, il est aujourd'hui considéré comme l'un des romans les plus importants de la littérature mondiale et comme le premier roman moderne. De fait, il jouit toujours d'une très forte popularité et continue d'être étudié dans les cercles universitaires, plus de 400 ans après sa publication.
Le personnage, Alonso Quichano, est à l'origine de l'archétype du Don Quichotte, personnage généreux et idéaliste qui se pose en redresseur de torts.

## Résumé

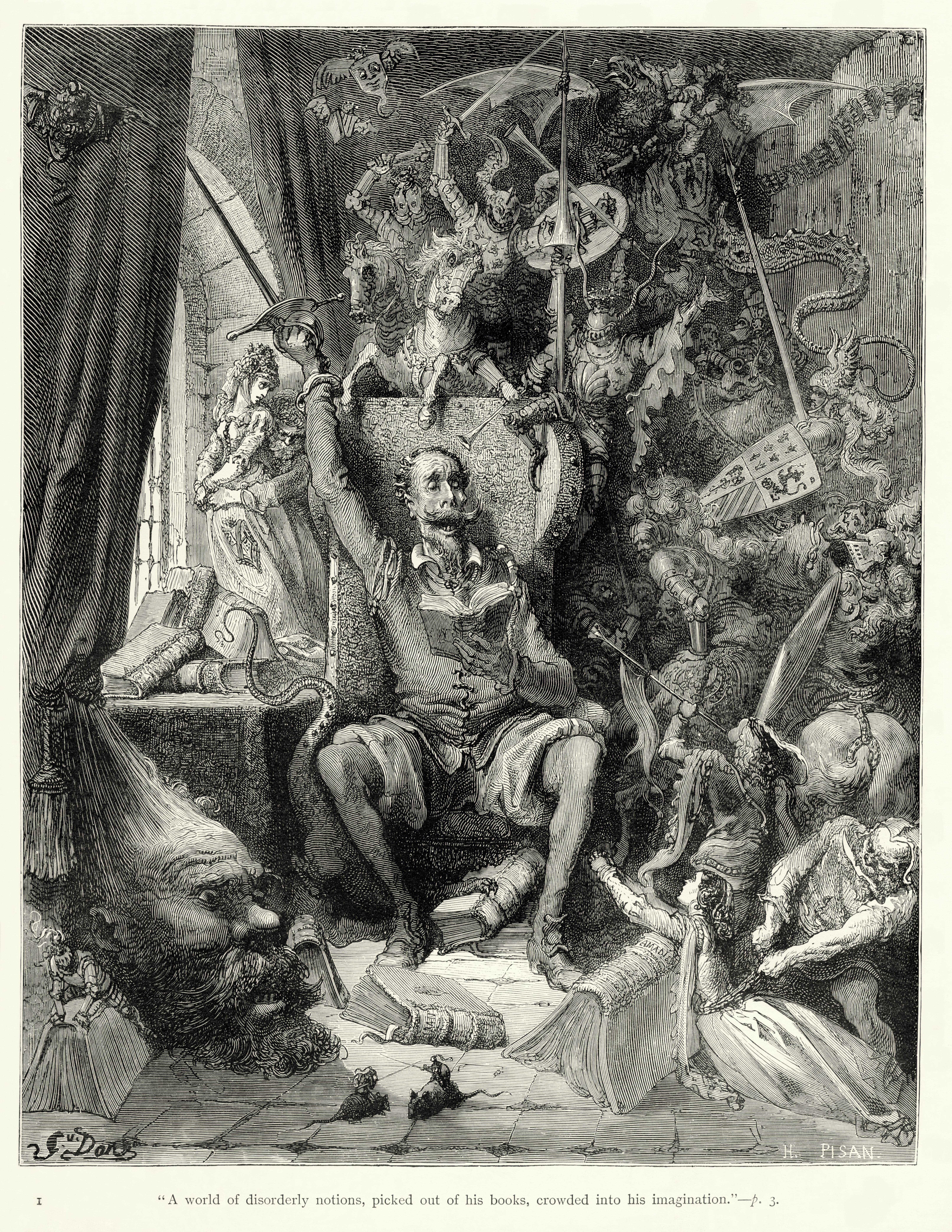
Don Quichotte dans sa bibliothèque, par Gustave Doré (1863).

### Intrigue
L’intrigue couvre les aventures d'un pauvre hidalgo (gentilhomme) de la Manche, dénommé Alonso Quichano, et obsédé par les livres de chevalerie, qu'il collectionne dans sa bibliothèque de façon maladive.
Ceux-ci troublent son jugement au point que Quichano se prend un beau jour pour le chevalier errant Don Quichotte, dont la mission est de parcourir l’Espagne pour combattre le mal et protéger les opprimés. Il prend la route, monté sur son vieux cheval Rossinante, et prend pour écuyer un naïf paysan, Sancho Panza, qui chevauche un âne (Rucio dans le texte espagnol, Grison dans la version française).
Don Quichotte voit dans la moindre auberge un château enchanté, prend les filles de paysans pour de belles princesses et les moulins à vent pour des géants envoyés par de méchants magiciens. Il fait d’une paysanne de son pays, Dulcinée du Toboso, qu’il ne rencontrera jamais, la dame de ses pensées à qui il jure amour et fidélité.
Sancho Panza, dont la principale préoccupation est, comme son nom l’indique, de se remplir la panse, estime que son maître souffre de visions, mais se conforme à sa conception du monde, et entreprend avec lui de briser l’envoûtement dont est victime Dulcinée.

### Première partie
La première partie compte 52 chapitres et commence par un prologue dans lequel Cervantès se moque de l'érudition pédante et des poèmes comiques. L'auteur y fait l'éloge de son œuvre et justifie cela en disant qu'il n'a rencontré personne qui veuille faire l'éloge d'une œuvre aussi extravagante que celle-ci.
En effet, il s'agit, comme le dit le curé (un personnage du roman) au chapitre 47 de la première partie, d'une « écriture déliée », libre des normes, qui mélange « le lyrique, l'épique, le tragique, le comique » et dans laquelle s'entremêlent des histoires de genres différents, par exemple : Grisóstomo et la bergère Marcela, l'histoire du prisonnier, le discours sur les armes et les lettres, le discours de l'Âge d'Or, la première sortie de Don Quichotte seul et sa seconde sortie avec son inséparable écuyer Sancho Panza. La seconde partie raconte la troisième et dernière sortie.
Cervantes déclare que les premiers chapitres sont tirés des « Archives de La Manche » et le reste traduit depuis l'arabe de l’auteur morisque Cid Hamet Ben Engeli, par un traducteur lui même morisque. Cid Hamet Ben Engeli est l’enchanteur qui tire les ficelles de Don Quichotte tout au long du roman. L'auteur procède ainsi pour replacer son ouvrage à la suite des romans de chevaleries de son époque « jusqu’à l’époque de Cervantès, les romans de chevalerie suivaient ou imitaient ce que l’on pourrait appeler une « tradition de la traduction », c’est-à-dire que tout roman de chevalerie qui cherchait la gloire et la consécration se devait de s’annoncer comme une traduction du Grec, Latin, Arabe ou Chaldéen [...] ». Cependant, contrairement à ses prédécesseurs   « en lui
donnant une tout autre dimension. Pour cela, il « inventera » un auteur à la fois arabe doublé d’un historien. Mais contrairement à ses prédécesseurs, son auteur, appelons-le « pseudo-auteur », aura des fonctions sans précédent dans l’histoire du « roman » »
Le roman commence par la description d'un pauvre hidalgo dont le nom exact ne sera révélé qu'à la fin de l'œuvre : Alonso Quichano, originaire d'un village indéterminé de la Manche, qui devient fou en lisant des livres de chevalerie et qui se prend pour un chevalier errant médiéval.
Il prend des suggestifs. Don Quichotte : la quixotte étant le nom espagnol du cuissot, une pièce d'armure protégeant le haut de la jambe. « de la Manche » : si, le premier sens renvoie au statut d'hidalgo et à la région de Tolède, le second sens est immédiat en espagnol : « La Mancha » sonne aussi comme « la tâche », « la bêtise ». Le jeu de mot en espagnol annonce les exploits des premiers chapitres du roman. Il  baptise son cheval Rossinante (composé  et  un  augmentatif  de  rocin, c'est-à-dire une rosse), reconstruit les armes de ses ancêtres et choisit une dame pour en être amoureux, Dulcinée du Toboso. Sans que personne le voie, il se lance dans la campagne pour sa première sortie mais soudainement se rappelle qu'il n'a pas été « armé chevalier ». Alors, en arrivant dans une auberge qu'il prend pour un château et en rencontrant l'aubergiste, qu'il prend pour le châtelain, et des prostituées, qu'il prend pour des dames semblables à celles du monde des livres de chevalerie, il décide de faire là une « veillée d'armes » et convainc l'aubergiste de lui donner l'adoubement.
Finalement, lors d'une cérémonie satirique, Don Quichotte est armé chevalier par l'aubergiste et à partir de ce moment, il reprend sa chevauchée avec plus d'entrain. Toutes sortes d'aventures tragi-comiques se succèdent dans lesquelles, motivé par la bonté et l'idéalisme, il cherche à « combattre les injustices » et aider les personnes défavorisées et les malheureux. Il professe un amour platonique et profond à sa dame, Dulcinée, qui est en réalité une jeune laboureuse « de belle allure », Aldonza Lorenzo.
Lors de sa première aventure, Don Quichotte tente de sauver un jeune homme appelé Andrés des coups de fouet de son patron, ce qui causera finalement plus de préjudice au jeune homme. Plus tard, à un carrefour, il défiera un groupe de marchands en leur demandant de reconnaître sa dame comme la plus belle du monde bien qu'ils ne puissent la voir. Roué de coups par l'un des marchands, il est recueilli par un voisin qui le ramène sur le dos de sa monture, dans le hameau où il sera soigné par sa nièce et maîtresse de maison.
Le curé, Pero Perez, et le barbier du village purgent la Bibliothèque de Don Quichotte et brûlent une partie des livres qui lui ont fait tant de mal, tout en lui faisant croire que ce sont des enchanteurs qui ont fait disparaître sa collection. Le recours aux manipulations des enchanteurs sera permanent dans le récit, des enchanteurs qui déforment à chaque étape la réalité de Don Quichotte, lui permettant d'expliquer ses échecs.
Entre la première et la deuxième sortie, Don Quichotte exige les services d'un écuyer, un laboureur appelé Sancho Panza, à qui il promet monts et merveilles, en particulier le nommer gouverneur d'un royaume qu'il conquerra dans ses aventures. Ainsi apparaît l'autre personnage fondamental du roman qui permet à Don Quichotte de dialoguer et qui contrebalancera son idéalisme extrême.

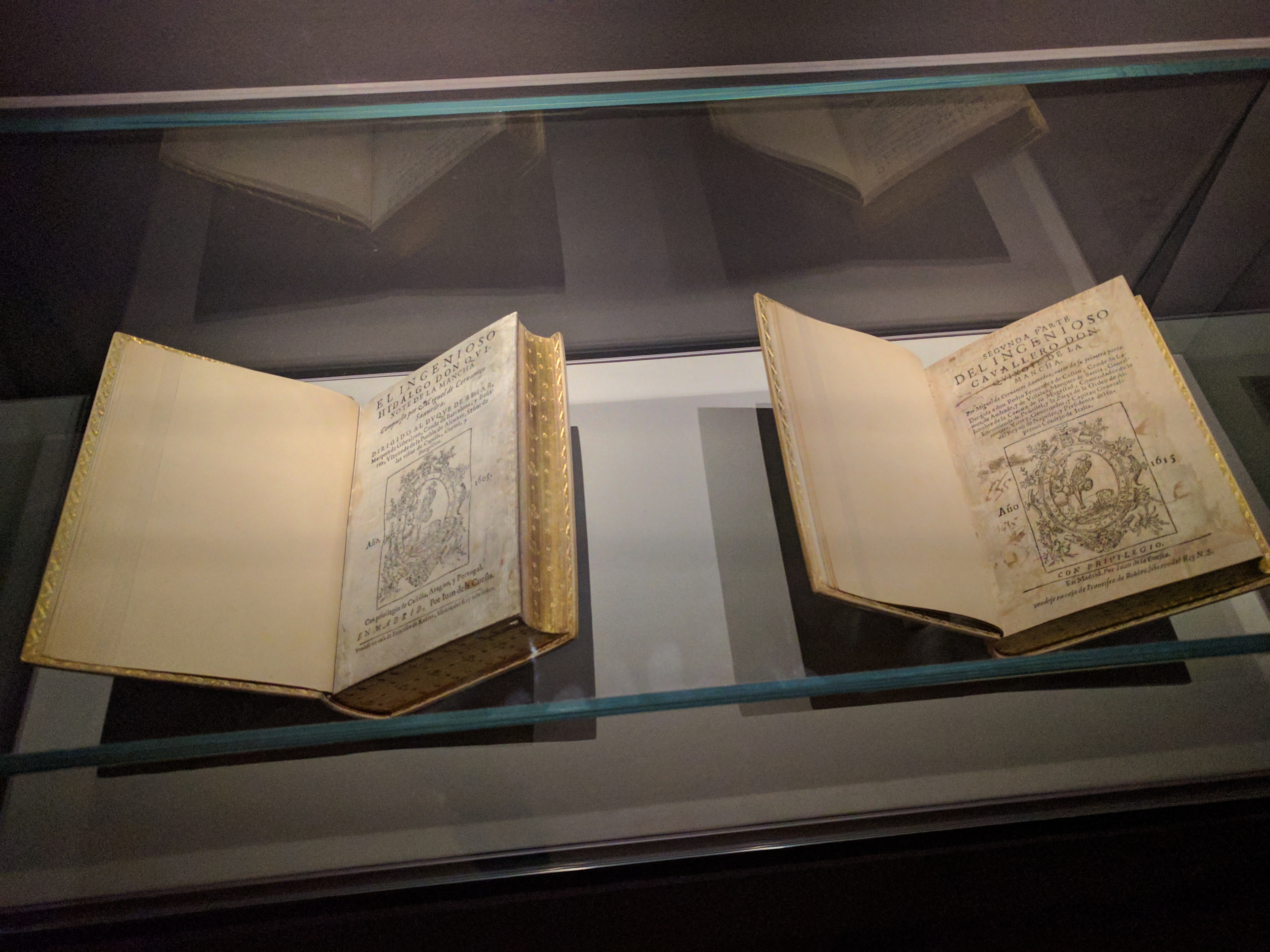
Premières éditions des deux parties.

Une fois de plus, lors de sa deuxième sortie, accompagné par son écuyer Sancho, Don Quichotte se lance à travers le Campo de Montiel (es) pour exercer son nouveau rôle. À ce moment de l'histoire se déroule l'épisode le plus connu (première partie, chapitre VIII) : Don Quichotte se bat contre des géants qui ne sont autres que des moulins à vent, malgré les avertissements de son écuyer.
À partir de là, se suivent de nombreuses aventures qui finissent généralement mal. Cependant, lors de la première aventure, Don Quichotte décroche une authentique victoire en battant un jeune biscaïen querelleur dans un véritable duel à mort, bien qu'il mette dans l'embarras une dame de passage qu'il désire protéger contre sa volonté.
Rapidement, maître et écuyer font face à des problèmes lorsqu'ils sont roués de coups par un groupe de muletiers à cause de Rossinante qui s'est trop approché de leurs juments. En piteux état, Don Quichotte et Sancho arrivent dans une auberge où ils essayent de se reposer. Les deux protagonistes se retrouvent au centre d'un hilarant scandale nocturne lorsque Don Quichotte confond dans son imagination une prostituée appelée Maritorne avec la fille de l'aubergiste, qu'il croit amoureuse de lui. Cela réveille la colère d'un muletier qui frappe Don Quichotte et Sancho. Le lendemain, après que Don Quichotte a essayé son baume magique de Fierabras, tous deux repartent mais auparavant, un groupe de cardeurs, qui logent à l'auberge, s'amusent à lancer Sancho en l'air à l'aide d'un drap.
Suit alors l'une des aventures les plus absurdes de Don Quichotte : l'aventure des troupeaux de brebis dans laquelle il confond les brebis avec deux armées qui vont se battre. Dans son imagination, il fait une longue description des principaux combattants à la surprise de Sancho. Finalement, Don Quichotte prend parti et attaque l'un des troupeaux mais les bergers le feront rapidement tomber de son cheval. Cette nuit-là, Don Quichotte attaque une procession de moines bénédictins en deuil qui accompagnent un cercueil vers sa tombe dans une autre ville. Puis, maître et écuyer veillent dans un bois où ils entendent des bruits importants qui font croire à Don Quichotte qu'il y a d'autres géants à proximité.
Le lendemain, Don Quichotte poursuit son voyage dans la « haute aventure et de la riche conquête de l’armet de Mambrin » (première partie, chapitre XXI) dans laquelle il arrache à un barbier le bassin que l'on retrouve sur la plupart de ses représentations. Ensuite, il se passe une nouvelle aventure grotesque dans laquelle Don Quichotte déforme à l'extrême l'idéal chevaleresque en libérant de force un groupe de galériens condamnés par la justice du roi. Les galériens, Ginès de Pasamont à leur tête, remercient leurs libérateurs mais lorsque Don Quichotte leur ordonne de se rendre immédiatement au Toboso pour narrer cette aventure à Dulcinée, ils refusent d'entreprendre un tel voyage et chassent leurs sauveurs en leur jetant des pierres.
Don Quichotte et Sancho se rendent ensuite à la Sierra Morena. Là, il leur arrive différentes aventures : l'étrange disparition du Rucio, l'âne de Sancho, non signalée dans la première édition et n'apparaissant que dans les versions ultérieures. En imitant Amadis de Gaule, Don Quichotte décide de faire pénitence et d'une certaine manière, il déclare à Sancho, surpris, son secret le plus intime, à savoir qui est en réalité Dulcinée du Toboso. Ils rencontrent un nouveau personnage, Cardenio, qui montre des troubles causés par une grande frustration amoureuse. Don Quichotte envoie Sancho porter une lettre pour Dulcinée ce qui l'oblige à prendre la direction du Toboso.
Pendant ce temps-là, ses voisins, le curé et le barbier ont suivi la trace de Don Quichotte. Sur la route, ils rencontrent Sancho, à qui ils mentent au sujet du succès de leur voyage. En chemin, ils trouvent une demoiselle prénommée Dorothée (seule, elle cherche à régler une histoire sentimentale avec l'homme qui lui a pris son honneur) et la convainquent de participer à un plan compliqué pour renvoyer Don Quichotte dans son village. Elle se fait passer pour une princesse appelée Micomicona dont le royaume est terrorisé par un géant. La princesse, le curé et le barbier déguisés se présentent à Don Quichotte. La princesse lui demande de l'accompagner pour qu'il tue le géant afin de libérer son royaume. Don Quichotte accepte, ils quittent tous la Sierra et arrivent à nouveau dans l'auberge, le lieu même où les cardeurs avaient envoyé Sancho en l'air à l'aide d'un drap. Durant le voyage, Sancho récupère mystérieusement son âne, Rucio.
À l'auberge, une série de personnages secondaires se retrouvent et leurs histoires s'entremêlent : Cardenio, son amante Luscinda, son ancien ami don Fernando et d'autres. Ils se confrontent et résolvent leurs conflits d'ordre sentimental. De son côté, Don Quichotte suscite l'admiration de tous avec ses discours et son apparente discrétion, mais il exaspère encore l'aubergiste avec ses nouvelles idées. C'est là qu'a lieu la fameuse bataille contre des outres à vin rouge qu'il prend pour des géants et le procès avec le propriétaire du bassin, qui le réclame, furieux.
Don Quichotte est aussi victime d'une lourde plaisanterie de la part de Maritorne et de la fille de l'aubergiste, consistant à le laisser accroché à un des murs de l'auberge. Finalement, ils se mettent tous d'accord sur la manière de contrôler Don Quichotte : ils l'attachent et lui font croire qu'il a été ensorcelé et le placent dans une cage dans laquelle ils le transportent à nouveau vers son village. De son côté, Sancho se rend compte de la supercherie, mais Don Quichotte ne lui prête pas attention, se croyant vraiment ensorcelé. Après quelques péripéties, ils rentrent dans leur village où sa nièce et maîtresse de maison s'occupe de lui.
Ainsi se termine la première partie. En guise d'épilogue, à la manière des livres de chevalerie, Cervantès imite une série d'épitaphes en honneur de Don Quichotte et promet une troisième sortie.
Cervantès dédie cette partie à Alfonso López de Zúñiga y Sotomayor, VIe duc de Béjar.

### Deuxième partie

#### Remarques préliminaires
Dans le prologue, Cervantès se défend ironiquement des accusations de Avellaneda et se plaint de la difficulté de l'art d'écrire : l'imagination devient insatiable comme un chien affamé. Dans le roman, on joue avec différents niveaux de la réalité en incluant l'édition de la première partie de Don Quichotte et, plus tard, l'édition de la version apocryphe de la deuxième partie que les personnages ont lue.
Cervantès se défend des invraisemblances qui ont été trouvées dans la première partie comme la mystérieuse réapparition de Rucio, l'âne de Sancho après qu'il a été volé par Ginès de Pasamont, ou bien encore le devenir de l'argent trouvé dans une valise de la Sierra Morena, etc.
Ainsi, dans la deuxième partie, Don Quichotte et Sancho sont conscients du succès éditorial de la première partie de leurs aventures et sont déjà célèbres. De fait, certains personnages qui apparaîtront à partir de là ont lu le livre et les reconnaissent. De plus, dans un étalage de clairvoyance, aussi bien Cervantès que Don Quichotte même signalent que le roman deviendra un classique de la littérature et que la figure de l'hidalgo sera perçue durant les siècles à venir comme un symbole de la Manche.
Cervantès, comme narrateur homodiégétique, intervient à la fois comme narrateur et personnage. Il explique qu'il avait perdu les originaux du roman qu'il attribue, par astuce littéraire, à un auteur arabe (Cide Hamete Benengeli), mais qu'il a réussi à récupérer afin de continuer à le traduire. Selon Ruth Fine, spécialiste de Cervantès, le choix de ce narrateur fictif est un hommage voilé à Averroès, philosophe musulman andalou et traducteur d'Aristote du XIIe siècle.
L'œuvre commence avec l'intention renouvelée de Don Quichotte de repartir et avec ses préparatifs, non sans la féroce résistance de sa nièce et maîtresse de maison. Le curé et le barbier doivent avouer la folie de Don Quichotte et trament avec le bachelier Sansón Carrasco un nouveau plan, dans le but d'enfermer Don Quichotte pour longtemps dans son village.
De son côté, Don Quichotte renouvelle l'offre faite à Sancho de lui donner l'île tant convoitée en échange de sa compagnie. Sancho réagit fortement à l'idée d'être gouverneur et de changer de statut social, ce qui provoque la moquerie de sa femme, Teresa Panza. Don Quichotte et Sancho se lancent dans leur troisième sortie.

#### Troisième sortie vers le Toboso (chapitres 8-9-10)
Pour leur troisième sortie (deuxième partie, chapitre 8), les deux hommes se dirigent vers le Toboso afin de rendre visite à Dulcinée, ce qui place Sancho dans une situation difficile, craignant que son mensonge antérieur soit révélé au grand jour.
Dans l'un des épisodes les plus réussis du roman (chapitre 10), Sancho réussit à tromper son maître en lui faisant croire que Dulcinée a été ensorcelée et fait passer une grossière villageoise pour l'amante de Don Quichotte, qui la contemple stupéfait : elle ne correspond pas du tout à la dame de ses rêves. De nouveau, Don Quichotte attribue la transformation aux enchanteurs qui les poursuivent. L'enchantement de Dulcinée et la manière dont Don Quichotte cherchera à la désenvouter est l'un des sujets de cette deuxième partie.

#### Rencontres diverses en quittant le Toboso (chapitres 11-21)
Accablé, Don Quichotte continue son chemin. Au chapitre onze, il tombe sur des acteurs qui vont dans une voiture à cheval représenter Le Cortège de la mort et qui se moquent de Don Quichotte, le rendant furieux. Voyant que les comédiens sont armés, Sancho parvient à dissuader son maître de se battre et ils quittent les lieux.
Une nuit, il rencontre un soi-disant chevalier errant qui s'autodéclare le « Chevalier des Miroirs », qui n'est en fait ni plus ni moins que le bachelier Sansón Carrasco déguisé, accompagné de son écuyer, un voisin appelé Tomé Cecial. Le Chevalier des Miroirs prétend avoir vaincu Don Quichotte lors d'une bataille précédente, Don Quichotte le provoque donc en duel. Le Chevalier des Miroirs accepte mais impose une condition : s'il gagne, Don Quichotte se retirera dans son village.
Ils se préparent pour le duel mais dans sa malchance, le bachelier est vaincu et Don Quichotte l'oblige à reconnaître son erreur. Afin de sauver sa vie, le bachelier reconnaît son erreur et se retire humblement tout en préparant sa vengeance, vengeance qui se manifestera à la fin du roman. Cette victoire inattendue met du baume au cœur de Don Quichotte, qui poursuit son chemin.
Rapidement, il rencontre un autre chevalier, le chevalier au vert manteau (deuxième partie, chapitre 16), qui l'accompagnera pendant quelques jours. Une des aventures les plus excentriques de Don Quichotte a lieu ensuite : l'aventure des lions (deuxième partie, chapitre 17). Don Quichotte teste son courage en s'affrontant à un lion qui est amené à la cour du roi par un charretier. Heureusement, le lion ne lui prête aucune attention et Don Quichotte est satisfait. Pour célébrer sa victoire, il décide de changer son surnom en passant de "Chevalier à la triste figure" à « Chevalier des lions ». Don Diego de Miranda - celui au manteau vert - l'invite chez lui quelques jours.
Don Quichotte poursuit ensuite son chemin et rencontre deux étudiants qui se rendent au mariage de Camacho el Rico et de la belle Quiteria. Lors de cet épisode, Don Quichotte réussit étrangement à résoudre un conflit, obtenant la reconnaissance et la gratitude des jeunes mariés.

#### L'épisode de la grotte de Montesinos (chapitres 22-23-24)
Ensuite, se suivent une série d'épisodes autonomes : le premier est la descente dans la Grotte de Montesinos où le chevalier s'endort et rêve de toutes sortes de bêtises que Sancho Panza n'arrive pas à croire car elles font référence au prétendu enchantement de Dulcinée. Cette descente est une parodie d'un épisode de la première partie du Miroir des princes et des chevaliers et correspond à la descente aux enfers dans la poésie épique. Pour Rodríguez Marín, c'est l'épisode central de toute la seconde partie.
Ensuite, ils arrivent dans une auberge que Don Quichotte reconnaît comme telle et non comme un château, ce qui met en évidence le fait que le protagoniste commence à voir les choses telles qu'elles sont, pas comme dans la première partie où il voyait les choses selon le bon vouloir de son imagination. Un certain maître Pedro qui est marionnettiste et qui a un singe devin, n'est autre que Ginés de Pasamonte, qui reconnaît immédiatement Don Quichotte. À un certain moment, Don Quichotte, en proie à une folie soudaine, attaque le théâtre de marionnettes le réduisant en pièces mais prétend que ce sont les enchanteurs qui l'ont induit en erreur.
La chevauchée continue, Don Quichotte et Sancho se retrouvent embarqués dans l'aventure du braiment : ils tentent de réconcilier deux villages qui se disputent à cause d'une plaisanterie ancienne. Ils sont obligés de fuir sous la menace des arbalètes et des armes à feu. Rapidement, ils arrivent au bord de l'Èbre, où se déroule l'aventure du bateau enchanté (deuxième partie, chapitre 29) : Don Quichotte et Sancho montent sur une petite embarcation, Don Quichotte croyant qu'il s'agit d'un voyage enchanté, mais le trajet se termine abruptement et les deux protagonistes doivent sauter à l'eau.

#### L'épisode chez le Duc et la Duchesse (chapitres 30 à 57)

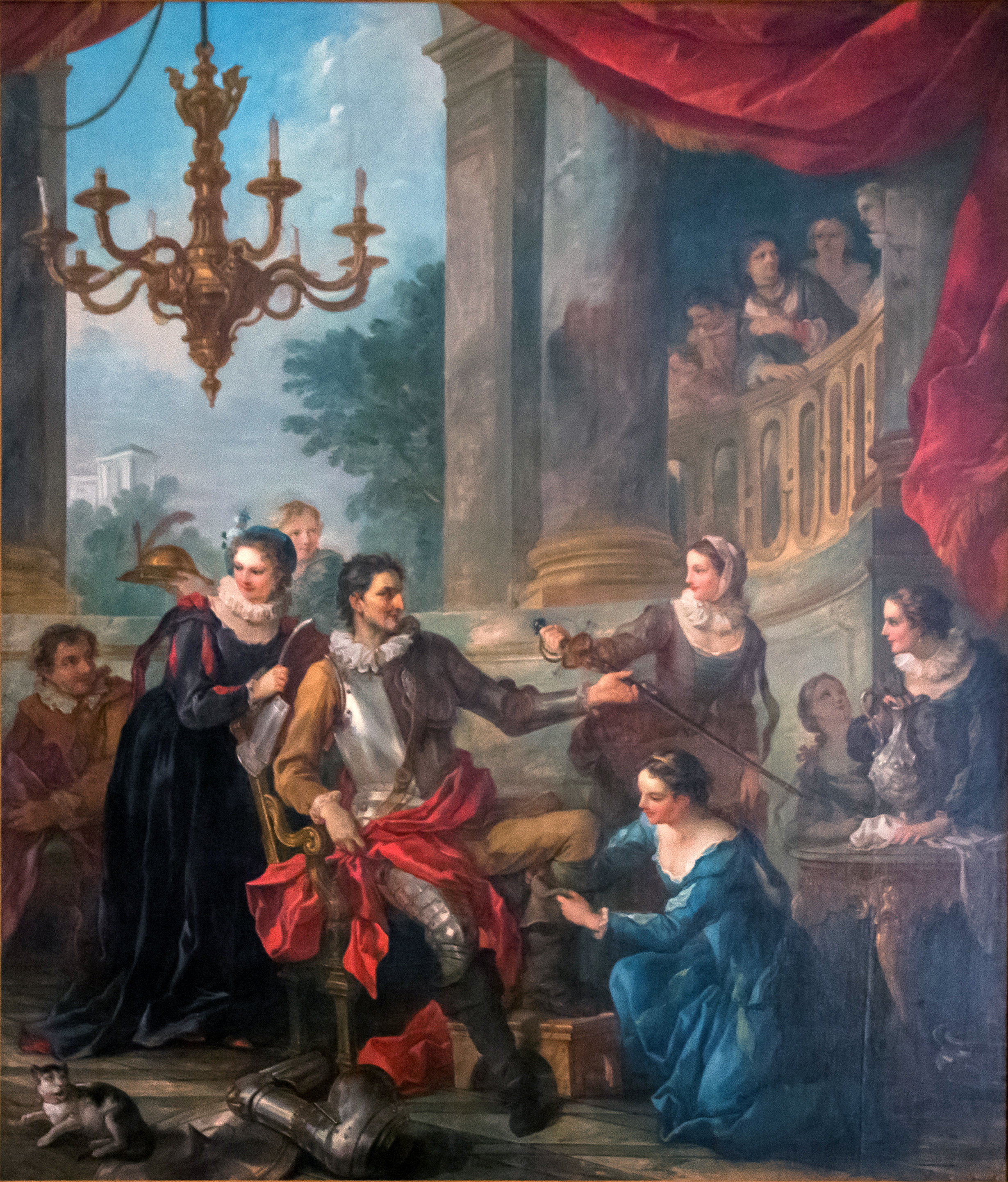
Don Quichotte déshabillé par les demoiselles de la duchesse, par Charles-Joseph Natoire.

Du chapitre 30 au chapitre 57, Don Quichotte et Sancho sont accueillis dans un château par un duc et une duchesse qui ont lu la première partie du roman. Pour la première fois, Don Quichotte et Sancho entrent en contact avec la haute noblesse espagnole et sa suite de courtisans, à l'image des livres de chevalerie.
Le duc et la duchesse, de leur côté, s'appliquent à leur présenter la réalité de la même manière, orchestrant des situations dans lesquelles Don Quichotte peut agir en chevalier. En fait, Don Quichotte et Sancho sont considérés comme deux bouffons dont le séjour au château a pour objectif de divertir le duc et la duchesse. De manière subtile mais impitoyable, les châtelains organisent une série de farces qui ridiculisent les deux protagonistes qui, malgré tout, font confiance jusqu'au bout à leurs hôtes. Seul l'aumônier du château rejette en bloc le spectacle et blâme Don Quichotte pour son manque de sagesse.
Suit ensuite une série d'épisodes burlesques : l'apparition surprise du mage Merlin, qui déclare que Dulcinée ne pourra être désenvoutée que si Sancho se donne trois mille coups de fouet sur les fesses ; cela ne plaît pas du tout à l'écuyer et à partir de là, il y a une tension permanente entre le maître et son écuyer à cause de cette pénitence.

#### Sancho Panza, gouverneur de l'île Barataria (chapitres 42-53)
Le Duc et la Duchesse, qui ont lu la première partie, offrent à Sancho l'île imaginaire de Barataria pour en devenir gouverneur.
Cet épisode s'intercale avec le séjour de Don Quichotte chez le Duc et la Duchesse.

#### Retour au village et mort de Don Quichotte (chapitres 71-74)
À la fin du deuxième volume, Don Quichotte, vaincu par le chevalier de la Blanche Lune (le bachelier Sansón Carrasco), s’en retourne chez lui. Sancho le supplie de ne pas abandonner, lui suggérant de prendre le rôle de berger, souvent mis en scène dans des histoires bucoliques. Ayant abandonné la lecture de tout roman de chevalerie, il retrouve la raison et fait dès lors preuve de la plus grande sagesse, avant de mourir entouré de l’affection et de l’admiration des siens.

## Publication
Le roman est construit en deux volumes. Le premier fut publié en 1605 et le second en 1615. Pour être précis, la seconde partie a été publiée sous le titre quelque peu divergent de Segunda parte del ingenioso caballero don Quixote de la Mancha, avec caballero au lieu de hidalgo. Une suite apocryphe des aventures de don Quichotte, signée par l’énigmatique Avellaneda, était parue en 1614 sous le titre Segundo tomo del ingenioso hidalgo don Quixote de la Mancha.
Pour cette raison, la deuxième partie de Cervantès contient plusieurs références au Don Quichotte imposteur et à son auteur présumé que certains observateurs identifient comme étant Lope de Vega. Cervantès fera mourir son héros à la fin du deuxième tome de son roman, pour qu’il ne soit jamais ressuscité par un autre Avellaneda.

### Style
Don Quichotte rompt avec la littérature médiévale et s’impose, par ses techniques narratives, par ses mouvements internes, par l’intervention même de l’auteur à l’intérieur de son texte, comme le premier roman moderne.

### Personnages

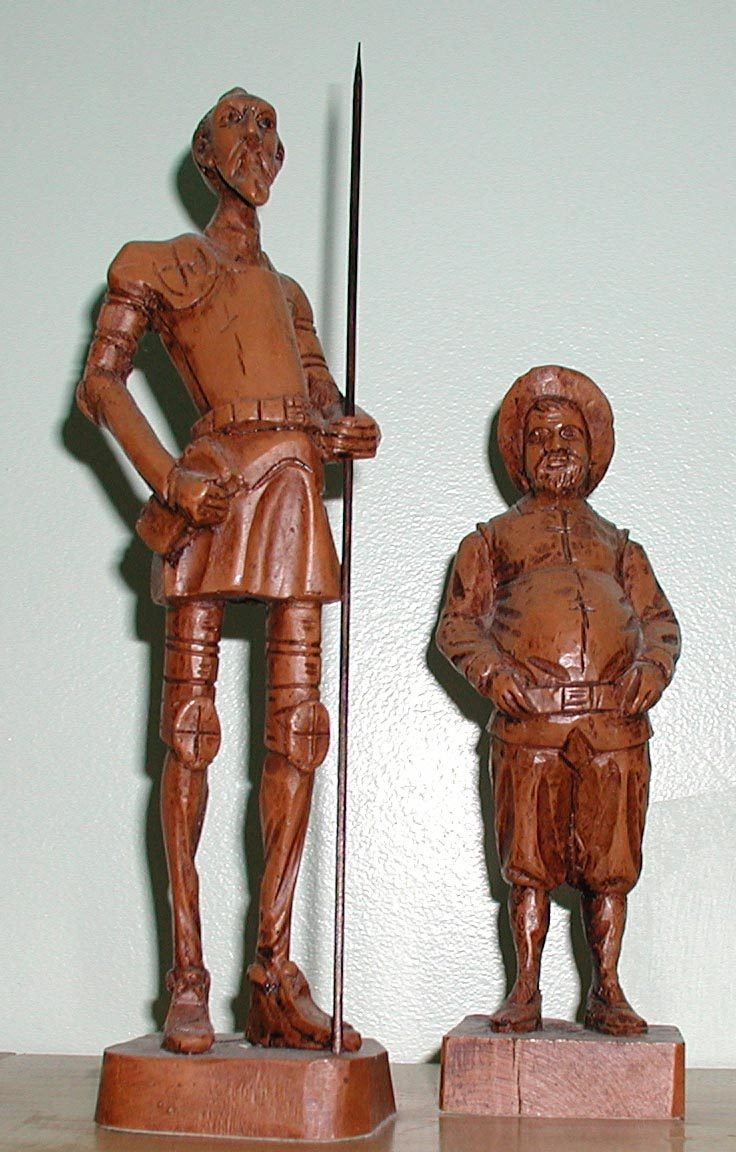
Figurines représentant Don Quichotte et Sancho Panza.

On distingue à travers les deux volumes du livre beaucoup de personnes, les plus importants sont Rossinante, le cheval de Don Quichotte, et Sancho Panza (son valet) avec son baudet. Aussi bien le héros que son serviteur subissent des changements complexes et des évolutions pendant le déroulement du récit.
Peu à peu, Sancho Panza opère une métamorphose, et du lourd paysan qu’il était, il se transforme en un être plus éduqué, suscitant même, par sa clairvoyance et la finesse de son jugement, l’étonnement du peuple qu’il administre lorsqu’il est nommé gouverneur d’une île par le Duc et la Duchesse (Volume 2, chapitre 55).
Don Quichotte, quant à lui, reste invariablement fidèle à lui-même ; il ne cède à aucune pression extérieure et brave les archers de l’inquisition qui sont à ses trousses depuis qu’il a libéré des galériens (vol. 1, chap. 22).
Dulcinée est également un personnage important puisque tout héros se doit de porter une femme dans son cœur pour lui dédier ses exploits, bien que cette paysanne, dont il tombe amoureux, ne soit que mentionnée et donc jamais physiquement présente dans le récit.

## Analyse

### Thèmes
Le roman nous offre une peinture fouillée de l'époque. Les deux compères rencontrent, au cours de leurs pérégrinations, quantité de personnages qui délivrent une sociologie détaillée de l’Espagne du siècle d’or. On y voit défiler des criminels envoyés aux galères, des morisques sous le coup de l’édit d’expulsion de 1609 (Ricote, Ana Felix). Ces mêmes personnages et d'autres dressent également un portrait du paysage littéraire de l'époque, dont l'ouvrage fait parfois la satire : roman pastoral, roman byzantin ou roman picaresque sont ici représentés.

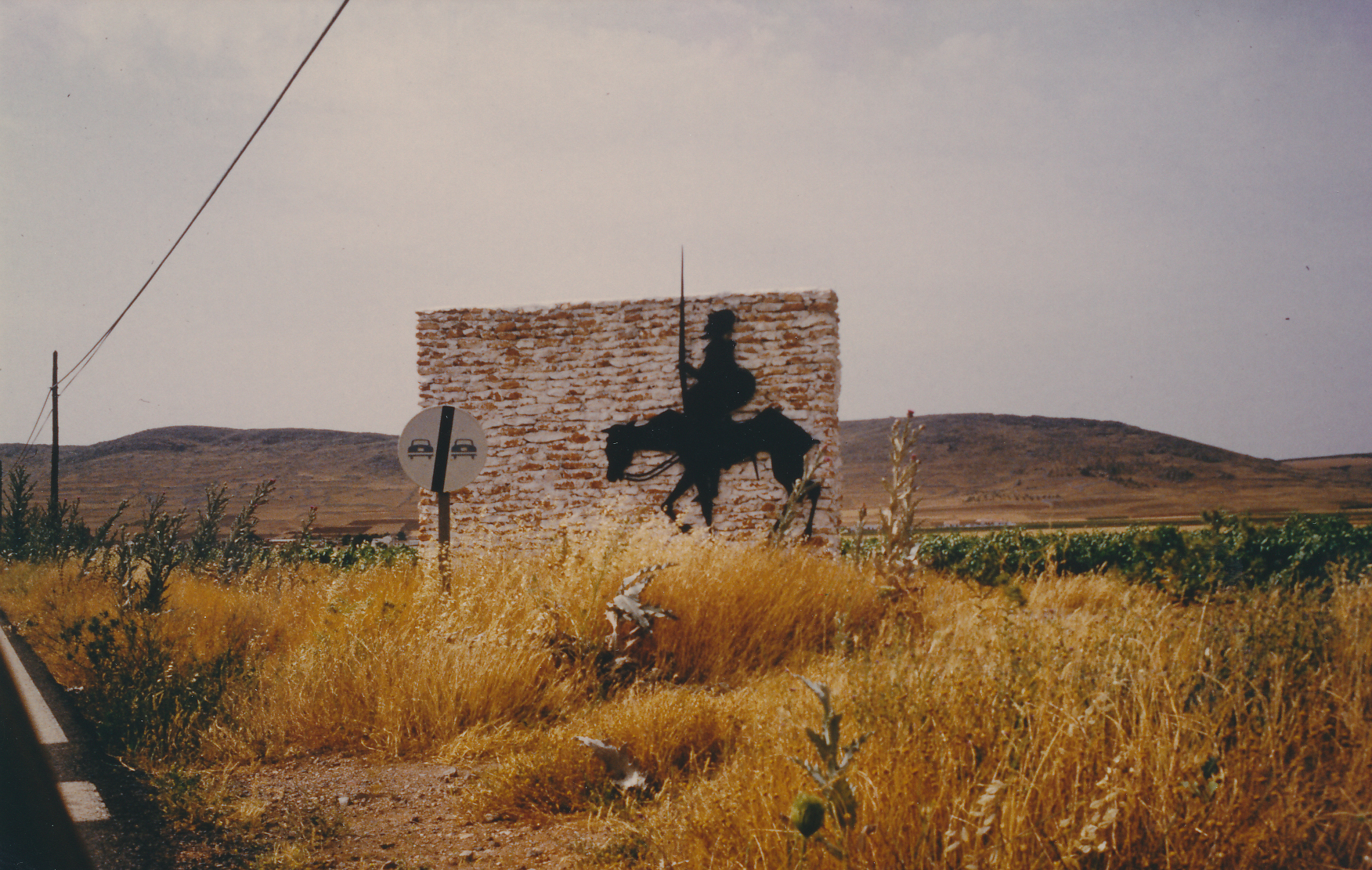
La Mancha, la patrie de Don Quichotte.
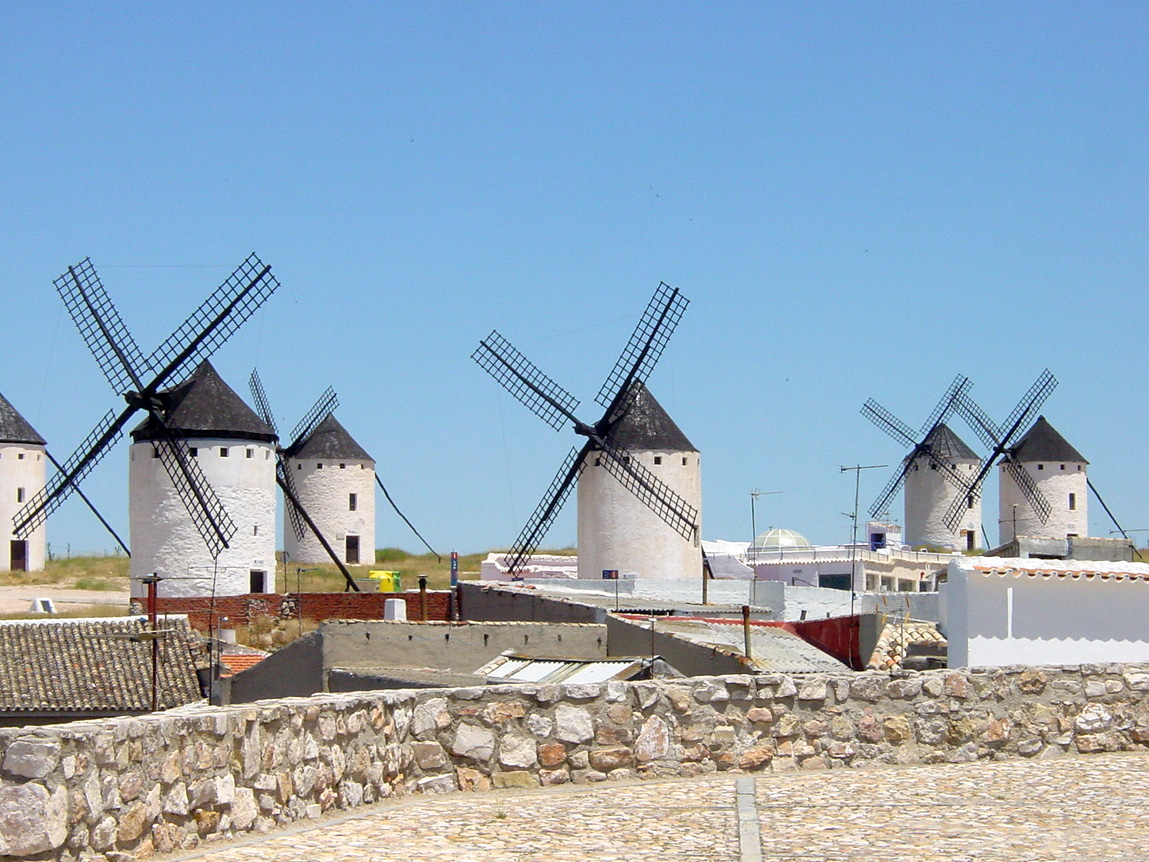
Moulins à vent à Campo de Criptana (La Mancha, Espagne).

### Postérité
Chaque époque a porté un point de vue différent sur le roman. À l’époque de sa première publication, il était considéré généralement comme un roman comique. Après la Révolution française, il fut populaire en partie à cause de son éthique : les individus peuvent avoir raison contre une société tout entière. Au XIXe siècle, il était considéré comme un commentaire social. Au XXe siècle il fut rangé dans la catégorie des classiques littéraires, et considéré comme un chef-d’œuvre précurseur.

## Orthographe et prononciation du nom
Contrairement à une idée reçue, la prononciation « Don Quichotte » n’est pas une francisation du nom espagnol. À l’époque de Cervantès, le nom du héros s’écrivait avec un x : « Don Quixote » ; et l'on prononçait encore dans l’Espagne du XVIIe siècle x de la même façon que le groupe consonantique français « ch » ([ʃ] en alphabet phonétique international). Le français Don Quichotte, de même que l’italien Don Chisciotte, est donc une transcription qui respecte la prononciation espagnole de l’époque.
L’anglais a jusqu'à nos jours conservé la graphie d’époque (Don Quixote) mais actuellement les locuteurs anglophones prononcent généralement le mot en tentant une prononciation proche de la prononciation espagnole moderne (don Quijote), ce qui donne, avec un accent anglais, /dɒŋ kiːˈhoʊteɪ/, même si la prononciation traditionnelle en suivant les sons des lettres en anglais, avec le x prononcé à l'anglaise, est parfois encore utilisée, résultant en /kwɪksət/ ou /ˈkwɪksoʊt/. Le portugais Dom Quixote et le catalan Don Quixot n’ont presque rien changé graphiquement, car la prononciation de x reste dans ces deux langues celle du XVIIe siècle dans de nombreux termes : [ʃ].
En espagnol, la prononciation de x est au cours du XVIIe siècle passée à [x] (la jota espagnole, correspondant à une  forme sourde de l’[ʁ] français), qui dans une réforme de l’orthographe espagnole opérée au XVIIIe siècle s’est écrit j. Ceci modifia le nom en don Quijote, et de nos jours les titres espagnols les plus usités par les éditeurs sont El ingenioso hidalgo don Quijote de la Mancha pour la première partie et Segunda parte del ingenioso caballero don Quijote de la Mancha pour la deuxième (il s'agit donc là des titres complets sous leur forme originale, quoiqu'avec l'adaptation de l'orthographe sur Quijote). Aussi, souvent, est utilisée la forme simplifiée Don Quijote de la Mancha lorsqu'un éditeur fait le choix de publier en une seule édition les deux parties de l'œuvre, tout en conservant pour chaque partie, à l'intérieur de l'ouvrage, son titre correspondant .

### Vidéographie
- Conférence (vidéo) du Collège de France intitulée Don Quichotte, par Francisco Jarauta, professeur à l’université de Murcie (Espagne) ; 5 février 2007.

#### Les personnages deDon Quichotte
- Alonso Quichano
- Rossinante
- Sancho Panza
- Dulcinée du Toboso
- Pero Perez
- Maritorne
- Cide Hamete Benengeli

#### Bases de données et dictionnaires
- Ressources relatives à la littérature :   - NooSFere
  - NooSFere
- Ressource relative à la musique :   - MusicBrainz (œuvres)
- Notices dans des dictionnaires ou encyclopédies généralistes :   - Britannica
  - Den Store Danske Encyklopædi
  - Enciclopédia Itaú Cultural
  - Gran Enciclopedia Aragonesa
  - Gran Enciclopèdia Catalana
  - Larousse
  - Store norske leksikon
  - Universalis
- Notices d'autorité :   - VIAF
  - BnF (données)
  - IdRef
  - LCCN
  - GND
  - Japon
  - Espagne
  - Pologne
  - Israël
  - Canada
  - Australie
  - Croatie
  - Grèce
  - WorldCat